# Axarquía
Axarquía è una comarca della Spagna, situata nella provincia di Malaga, in Andalusia.